# Tveit (Agder)
Tveit is een plaats in de gemeente Kristiansand in de Noorse provincie Agder. Tveit telt 1359 inwoners (2007) en heeft een oppervlakte van 1,35 km². Tot 1965 was Tveit een zelfstandige gemeente, per 1 januari van dat jaar werd het bij Kristiansand gevoegd.
Tveit ligt in het noordoosten van de gemeente. De luchthaven van Kristiansand, Kjevik hoort bij Tveit.
Fagerholt/Justvik · Flekkerøy · Grim · Hånes · Høllen · Kvadraturen · Lund · Mosby · Nodeland · Oddernes · Randesund · Søm · Tangvall · Tinnheia/Hellemyr · Torridal · Tveit · Vågsbygd